# 馬文波 (道光進士)
馬文波，字慶雲，號安瀾，贵州黎平人，清朝政治人物、同進士出身。
道光三年（1823年）癸未科三甲七十五名進士，由吏部主事改江西峽江知縣、四川綦江縣知縣。